# کسوف کامل (فیلم ۱۹۹۵)
کسوف کامل (به انگلیسی: Total Eclipse) یک فیلم درام تاریخی وابسته به عشق شهوانی محصول سال ۱۹۹۵ به کارگردانی آگنیشکا هولاند، بر اساس نمایشنامه‌ای از کریستوفر همپتون در سال ۱۹۶۷ است که فیلمنامه را نیز نوشته‌است. بر اساس‌نامه‌ها و اشعار، گزارشی دقیق تاریخی از رابطه پرشور و خشونت‌آمیز بین شاعران فرانسوی قرن نوزدهم، آرتور رمبو (لئوناردو دی‌کاپریو) و پل ورلن (دیوید تیولیس)، در زمان افزایش خلاقیت برای هر دو مرد ارائه می‌دهد. برادران وارنر این فیلم را در کاتالوگ مجموعه آرشیو وارنر گنجانده‌است.

## داستان
سال ۱۸۷۱. «پاول ورلین» (دیوید تیولیس) شاعر فرانسوی، از جوانی با استعداد بنام «آرتور ریمباد»(لئوناردو دی کاپریو) دعوت می‌کند تا همراه او و همسر باردارش در خانهٔ پدرزنش زندگی کند. اما رفتار ناهنجار آرتور آرامش این خانواده و همین‌طور جامعه منزوی شاعران فرانسه را برهم می‌زند و…

## گزیدهٔ بازیگران
- لئوناردو دی‌کاپریو
- دیوید تیولیس
- آندژی سورین
- رومن بورنژه
- دومینیک بلان
- جیمز تیری
- کریستوفر تامپسون
- کریستوفر چاپلین
- کریستوفر همپتون
- ماتیاس یونگ